# HITS
『HITS』（ヒッツ）は、1988年10月2日から1989年6月25日まで一部テレビ朝日系列局で放送されていたテレビ朝日製作の音楽番組である。放送時間は毎週日曜 12:00 - 12:45 （日本標準時）。

## 概要
毎回1人のミュージシャンを特集していた日曜昼の音楽番組で、渋谷陽一が構成を担当していた。第1回目のゲストは桑田佳祐。
後期には、泉谷しげるが総合司会を、当時FAIRCHILDに在籍していたYOUがアシスタントを務めていた。泉谷は「日本一寿命の長いニュースキャスター・泉しげ千代の介」というキャラクターを演じることもあった。対するYOUはよく着ぐるみを着て出演していた。
番組のシンボルマークは「HITS」をかたどったスマイリーフェイスのようなデザインで、HとTが目を、Iが鼻を、横にした状態のSが口を表していた。

## 出演者
- 泉谷しげる
- YOU

## ゲスト
- 桑田佳祐
- 爆風スランプ ※第二回ゲスト
- 二井原実
- 大江千里
- ほか

## 備考
系列局の朝日放送はこの時間帯にローカル番組を放送し、本番組を土曜深夜に放送していた。
| テレビ朝日系列 日曜12:00枠                      | テレビ朝日系列 日曜12:00枠             | テレビ朝日系列 日曜12:00枠                      |
| 前番組                                          | 番組名                                 | 次番組                                          |
| ----------------------------------------------- | -------------------------------------- | ----------------------------------------------- |
| キラリ!美少女 （1988年4月10日 - 1988年9月25日） | HITS （1988年10月2日 - 1989年6月25日） | ふるさと宅配便 （1989年7月9日 - 1989年10月1日） |